# St Ives, New South Wales
St Ives este o suburbie în Sydney, Australia.